# کوکو شنل و ایگور استراوینسکی
«کوکو شنل و ایگور استراوینسکی» (انگلیسی: Coco Chanel & Igor Stravinsky) فیلمی در ژانر درام و زندگینامه‌ای است که در سال ۲۰۰۹ منتشر شد. از بازیگران آن می‌توان به مدس میکلسن و آنا موگلالیس اشاره کرد. این فیلم به داستان رابطه و عشق کوکو شنل طراح مد سرشناس و ایگور استراوینسکی آهنگساز برجسته روس می‌پردازد. این فیلم به عنوان فیلم اختتامیه در جشنواره فیلم کن ۲۰۰۹ به نمایش درآمد.

## بازیگران
- آنا موگلالیس
- مس میکلسن
- ناتاشا لیندینگر
- راشا بوکویچ
- نیکلاس وادی
- آناتول تابمن
- کاترین داونیه